# 30 luglio
Il 30 luglio è il 211º giorno del calendario gregoriano (il 212º negli anni bisestili). Mancano 154 giorni alla fine dell'anno.

## Eventi
- 101 a.C. – Battaglia dei Campi Raudii: Gaio Mario e Quinto Lutazio Càtulo sconfiggono i Cimbri
- 762 – Fondazione della città di Baghdad
- 1419 – Prima defenestrazione di Praga
- 1608 – A Ticonderoga, oggi Crown Point (New York), Samuel de Champlain spara a due capi Irochesi uccidendoli: l'episodio avrebbe improntato il tono delle relazioni franco-irochesi per tutto il secolo successivo
- 1619 – A Jamestown (Virginia) si raduna per la prima volta la prima assemblea rappresentativa delle Americhe, la Camera di Burgesses
- 1627 – Il terremoto della Capitanata provoca molte migliaia di morti e immani distruzioni nel Tavoliere delle Puglie nonché un maremoto sull'Adriatico
- 1656 – Nell'ambito della Seconda guerra del nord, dopo tre giorni di battaglia, Varsavia viene riconquista per la seconda volta dal re di Svezia Carlo X assieme a Federico Guglielmo I di Hohenzollern principe del Brandeburgo sottraendola nuovamente al re di Polonia-Lituania Giovanni II Casimiro
- 1672 – Emerge l'affare dei veleni
- 1729 – Viene fondata Baltimora nel Maryland
- 1733 – La prima loggia massonica apre in quelli che diventeranno gli Stati Uniti d'America
- 1756 – L'architetto Bartolomeo Rastrelli presenta all'imperatrice Elisabetta di Russia il Palazzo di Caterina finalmente completo dopo circa 40 anni di lavori; il palazzo è dal 1990 parte del Patrimonio dell'umanità UNESCO intitolato "Centro storico di San Pietroburgo e relativi gruppi di monumenti"
- 1792 – A Parigi viene eseguita pubblicamente per la prima volta La Marsigliese
- 1824 – Gioachino Rossini viene nominato direttore musicale del Théâtre-Italien di Parigi
- 1825 – Viene scoperta Malden Island
- 1861 – Massacro di Auletta
- 1863 – Guerre indiane: Capo Pocatello della tribù degli Shoshoni firma il Trattato di Box Elder, promettendo di fermare gli assalti alle carovane di emigranti nell'Idaho meridionale e nello Utah settentrionale
- 1864 – Guerra di secessione americana, battaglia del cratere: le forze unioniste tentano di rompere le linee nemiche facendo esplodere una grossa bomba sotto le loro trincee
- 1930 – Nella finale della prima edizione della coppa del mondo di calcio, l'Uruguay sconfigge l'Argentina con il punteggio di 4-2
- 1932 – Esce nelle sale cinematografiche statunitensi il cortometraggio Fiori e alberi della serie Sinfonie allegre prodotta da Walt Disney, il primo film in Technicolor tricromatico nella storia del cinema[1]
- 1938 – L'industriale Henry Ford riceve da Adolf Hitler il titolo di cavaliere di Gran Croce dell'Ordine dell'Aquila Tedesca, che è la più alta onorificenza del regime nazista conferibile a uno straniero, per l'impegno della sua filiale Ford in Germania nel rifornire l'esercito nazista di mezzi blindati e nel donare tutti gli utili alla causa nazista
- 1945
  - Pierre Laval, ex leader della Francia di Vichy in fuga, viene catturato dai soldati Alleati in Austria
  - Esce a Torino il primo numero del giornale sportivo Tuttosport
  - Seconda guerra mondiale: il sottomarino giapponese I-58 affonda la USS Indianapolis (CA-35), uccidendo 883 marinai
- 1956 – La risoluzione congiunta del Congresso degli Stati Uniti che istituisce la frase In God We Trust come motto nazionale degli USA viene firmata dal presidente Dwight Eisenhower, sancendone la validità legale
- 1965 – Il presidente statunitense Lyndon B. Johnson tramuta in legge il Social Security Act del 1965, fondando Medicare e Medicaid
- 1966 – Per la prima e unica volta l'Inghilterra vince il mondiale di calcio battendo la Germania Ovest 4-2
- 1969 – Guerra del Vietnam: il presidente statunitense Richard Nixon compie una visita improvvisa nel Vietnam del Sud, per incontrarsi con il presidente Nguyễn Văn Thiệu e con i comandanti militari americani
- 1971 – Programma Apollo: l'Apollo 15 atterra sulla Luna
- 1974 – Scandalo Watergate: il presidente statunitense Richard Nixon cede le registrazioni della Casa Bianca su ordine della Corte suprema degli Stati Uniti
- 1980 – Vanuatu ottiene l'indipendenza dal Regno Unito e dalla Francia
- 1999 – Marocco: sale al trono Muhammad VI
- 2003 – In Messico l'ultima Volkswagen Maggiolino "vecchio tipo" esce dalla catena di montaggio
- 2006 – Il canale televisivo britannico BBC Two trasmette l'ultima puntata del programma musicale Top of the Pops dopo 42 anni di programmazione

## Nati
Ci sono circa 1 040 voci su persone nate il 30 luglio; vedi la pagina Nati il 30 luglio per un elenco descrittivo o la categoria Nati il 30 luglio per un indice alfabetico.

## Morti
Ci sono circa 450 voci su persone morte il 30 luglio; vedi la pagina Morti il 30 luglio per un elenco descrittivo o la categoria Morti il 30 luglio per un indice alfabetico.

## Feste e ricorrenze

### Civili
Internazionali:
- Giornata mondiale dell'amicizia

Nazionali:
- Vanuatu – Festa dell'indipendenza (1980)

### Religiose
Cristianesimo:
- San Pietro Crisologo, vescovo e dottore della Chiesa
- Santi Abdon e Sennen, martiri
- Sant'Angelina di Serbia, despota di Serbia
- Santa Giulitta di Cesarea, martire
- San Giuseppe Yuan Gengyin, martire
- Santa Godeleva, martire
- San Leopoldo da Castelnuovo (Leopoldo Mandić), cappuccino e sacerdote
- Santa María Venegas de la Torre, fondatrice delle Figlie del Sacro Cuore di Gesù
- Sante Massima, Donatilla e Seconda, martiri in Africa
- Sant'Olav di Svezia, re e martire
- Sant'Orso di Auxerre, vescovo
- San Terenzio di Imola, diacono ed eremita
- Beato Arnaud Amaury, vescovo
- Beati Braulio Maria Corres Díaz de Cerio e 14 compagni martiri spagnoli, fatebenefratelli
- Beati Edoardo Powell, Riccardo Fetherston e Tommaso Abel, sacerdoti e martiri
- Beati Giuseppe Maria Muro Sanmiguel, Gioacchino Prats Baltuena e Zosimo Izquierdo Gil, martiri
- Beato Jaume Puig Mirosa, sacerdote e martire
- Beato Manno Guzmán, domenicano
- Beata Dorotea Chávez Orozco (Maria Vicenta di Santa Dorotea), fondatrice delle Serve della Santissima Trinità e dei poveri
- Beato Sebastián Llorens Telarroja, martire
- Beato Sergio Cid Pazo, sacerdote salesiano e martire